# Hendrik van Bommel
Hendrik van Bommel (Bommel, ... – 1570) è stato un teologo olandese.
Fu autore della cronaca De bello Trajectino (1539) e dell' Oeconomia Christiana (1527).